# Нок-бензель

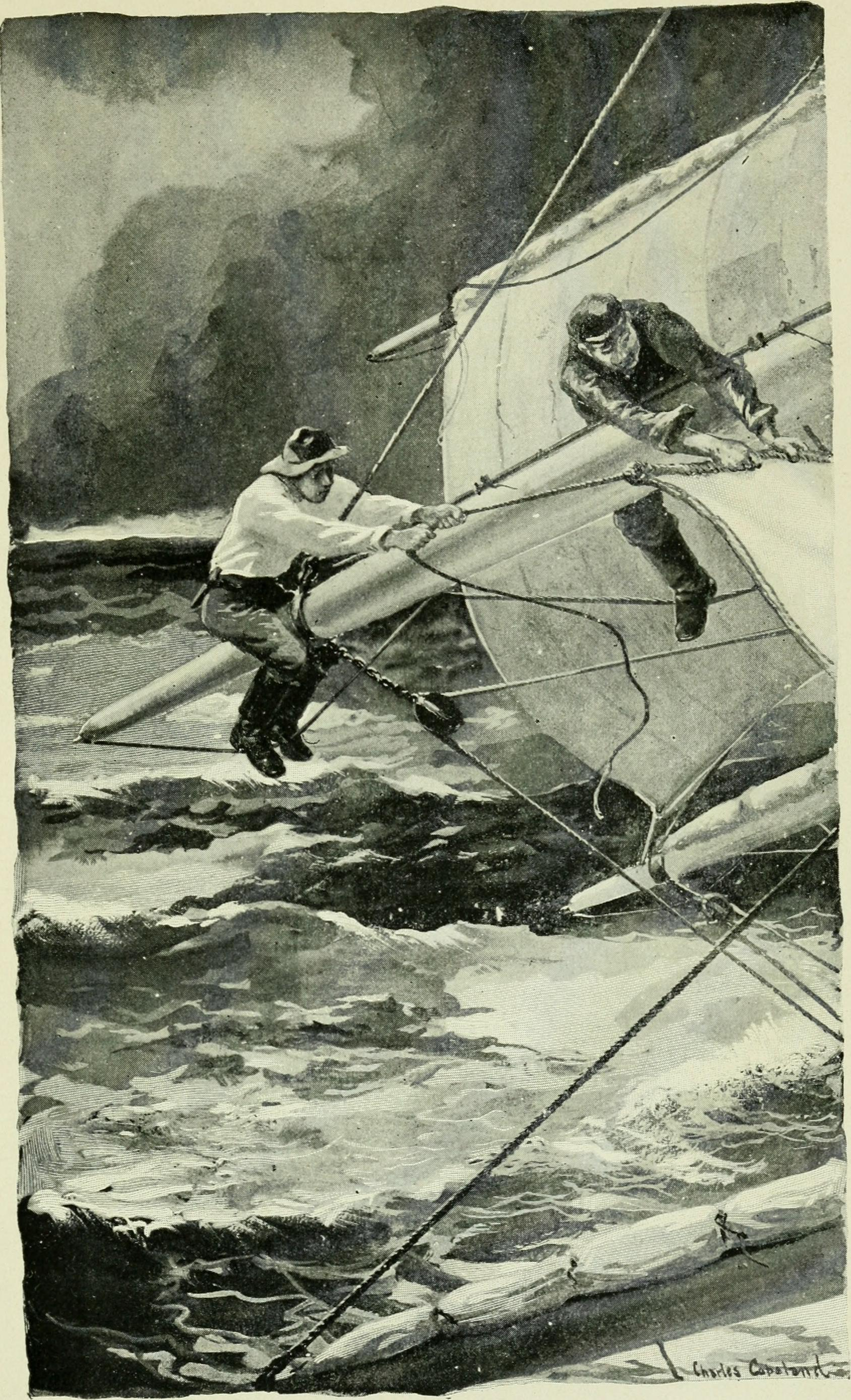
Кріплення нок-бензельного кута вітрила до нока

Нок-бе́нзель, заст. штикбоут — лінь (бензель), яким принайтовлюється вітрило до нока рангоутного дерева (реї, гафеля, гіка). Верхні кути прямих вітрил (ними вони кріпляться до ноків реї) називають нок-бензельними (один з них також називається навітряним, другий — підвітряним).
У добу вітрила нок-бензель з навітряного борту вважався почесним місцем для матросів, що виконували на реях роботи з вітрилами (прибирання, ставлення або рифування); на торгових суднах під час виконання цих робіт там перебував другий помічник капітана.